# 木下浩之
木下浩之（日语：／ Kinoshita Hiroyuki，1958年10月23日—）是日本埼玉县出身的演员及配音员。目前隶属于演剧集团 圆。

## 演出作品

### 电视剧
- 德川庆喜（1998年）（中川宮）
- 葵德川三代（2000年）（后阳成天皇）
- 水户黄门（2001年）（榎本左内）
- 功名十字路（2006年）（清水宗治）
- 相棒（2007年）

### 电影
- 千年之恋 光源氏物语（2001年）

## 配音作品

### 電視動畫
2000年
- 金田一少年之事件簿（錦野龙平）

2002年
- 攻壳机动队 STAND ALONE COMPLEX（山口）

2003年
- 奇諾之旅（父親）

2004年
- 烘焙王（法老王）

2005年
- 名侦探柯南（佐久间晃）

2006年
- 名侦探柯南（柯伦）
- 爆丸（艾古特拿）

2007年
- 地球防卫少年（佐佐见）
- 名侦探柯南（出岛觉治）

2008年
- 苍色骑士（Matthew Grant）

2010年
- 爆丸2大爆破（艾古特拿）
- 江户盗贼团五叶（八木平左卫门）

2011年
- 灵异E接触（梦野九四郎）

2012年
- ROBOTICS;NOTES（日高宏武）
- TARI TARI（沖田正一）

2013年
- ONE PIECE（洛克）

2014年
- ALDNOAH.ZERO（沃尔夫·阿里亚修）
- 棺姬嘉依卡（西蒙·斯坎尼亚）
- GLASSLIP（深水健）
- 噬魂师NOT!（咖啡师傅）

2015年
- Go！Princess 光之美少女（海藤典）

2016年
- 亞人（小倉郁也）
- 亞人 第2期（小倉郁也）

2017年
- 有頂天家族2（桃一郎）
- 騎士&魔法（喬基姆·塞拉帝）
- 牙狼 -VANISHING LINE-（阿爾菲爾）

2018年
- MEGALOBOX 機甲拳擊（藤卷）
- BAKUMATSU（日语：恋愛幕末カレシ〜時の彼方で花咲く恋〜）（無限齋）
- 黃金神威（淀川中佐）

2019年
- BAKUMATSU CRISIS（無限齋）
- Radiant 虛空魔境（杜桑男爵）

2020年
- 巴比倫（盧奇亞諾·卡納瓦羅）
- 王者天下3（兀魯多）

2021年
- NOMAD MEGALOBOX 機甲拳擊2（藤卷）
- 勇者鬥惡龍 達伊的大冒險（寶孫將軍）

2022年
- 平家物語（土肥實平）

2023年
- 數碼寶貝幽靈遊戲（古代斯芬克斯獸）
- Buddy Daddies 殺手奶爸（梶悟）
- 不死少女的謀殺鬧劇（戈達勛爵[1]）
- 殭屍100～在成為殭屍前要做的100件事～（天道照夫）

2024年
- 關於我轉生變成史萊姆這檔事 第3期（傑夫）

2025年
- 末日後酒店（[2]）

### OVA
2016年
- Under the Dog（冬月圭吾）

### 劇場版動畫
- 宇宙皇子（1989年）（苦须里）
- 人狼 JIN-ROH（2000年）（辺見敦）
- 名侦探柯南：漆黑的追跡者（2009年）（柯伦）
- 亞人 -衝動-（2015年）（小倉郁也）

### 游戏
- エースコンバット・ゼロ　ザ・ベルカン・ウォー（ジョシュア・ブリストー、Wizard 1）
- 无尽传说（Jilland）
- 无尽传说2（Jilland）
- 无主之地2（日语版）（Handsome Jack）
- 恶灵附身（日语版）（探员赛巴斯汀）
- 仁王（愛德華·凱利（英语：Edward Kelley））
- 鳥籠婚姻（真行寺惣一）
- Fate/Grand Order（宙斯）

### 吹替
電視/電影
| 作品年份 | 作品名稱               | 配演角色              | 演員          | 媒介備註              |
| -------- | ---------------------- | --------------------- | ------------- | --------------------- |
| 2004     | BJ單身日記：愛你不愛你 | Mark Darcy            | 哥連·費夫     | 影碟版本              |
| 2005     | 魔法保姆麥克菲         | Cedric Brown          | 哥連·費夫     | 影碟版本              |
| 2008     | 媽媽咪呀！             | Harry Bright          | 哥連·費夫     | 影碟版本              |
| 2008     | 蝙蝠俠：黑夜之神       | 「雙面人」Harvey Dent | 阿朗·艾克     | 影碟版本              |
| 2011     | 異形侵略戰             | 米高·南茲             | 阿朗·艾克     | 影碟版本              |
| 2012     | 叛諜殺機               | Ben Logan             | 阿朗·艾克     | 影碟版本              |
| 2005     | 情訂上海               | 托德·傑克森           | 賴夫·費恩斯   | 影碟版本              |
| 2014     | 布達佩斯大酒店         | M. Gustave H          | 賴夫·費恩斯   | 影碟版本              |
| 2004     | Dr. House              | Gregory House         | 曉·萊利       | Dlife頻道/DVD版本     |
| 2015     | 明日世界               | 大衛·尼克             | 曉·萊利       | 影碟版本              |
| 1968     | 2001太空漫遊           | HAL 9000              | 道格拉斯·雷恩 | WOWOW頻道音源追加補充 |
| 2002     | 新鐵金剛之不日殺機     | 蓋斯特維·格拉弗斯     | 托比·斯蒂芬斯 | 朝日電視台版          |
| 2007     | 辣手槍                 | 史·博理               | 麥克·華堡     | 影碟版本              |
| 2009     | 復仇                   | 馮喬治                | 任達華        | 影碟版本              |
| 2010     | 轟天猛將               | 羅德                  | 蘭迪·寇楚     | 影碟版本              |
| 2011     | 依戀在生命最後八天     | Nasser-Ali            | 馬蒂爾·艾馬力 | 影碟版本              |
| 2012     | 少年PI的奇幻漂流       | 桑陀旭·帕帖爾         | 阿迪爾·胡賽恩 | 公映/影碟版本         |
| 2014     | 轟天猛將3              | 羅德                  | 蘭迪·寇楚     | 公映/影碟版本         |